# Unterneudorf (Buchen)
Unterneudorf ist eine ehemalige Gemeinde und heute ein Stadtteil von Buchen (Odenwald) im Neckar-Odenwald-Kreis in Baden-Württemberg.

## Geographische Lage

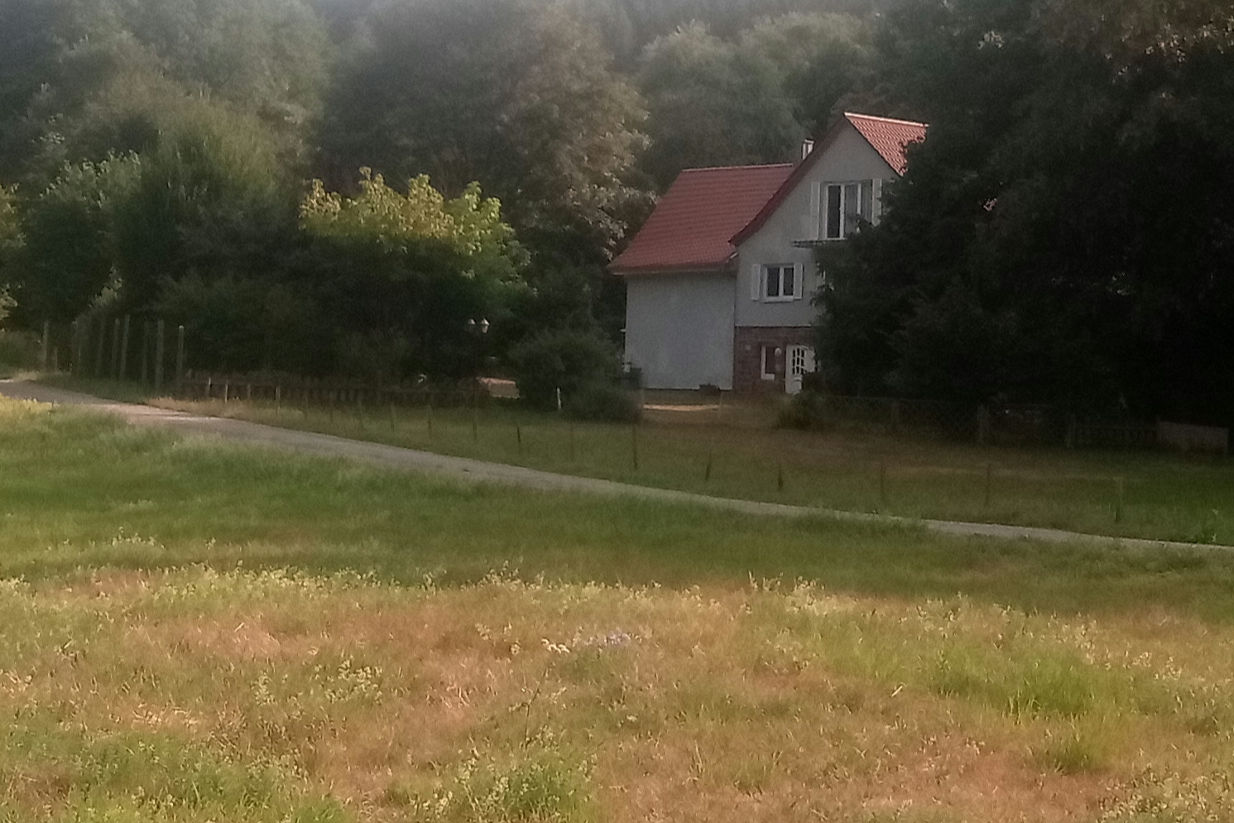
Unterneudorfer Mühle

Unterneudorf liegt als langgestrecktes Waldhufendorf im Odenwald, etwa 3,5 Kilometer westlich der Kernstadt Buchen am linken, östlich-exponierten Talhang des Krebsbächles. Zu dem Stadtteil gehört das Haus Unterneudorfer Mühle, etwas talwärts am Steinbächle.

## Geschichte

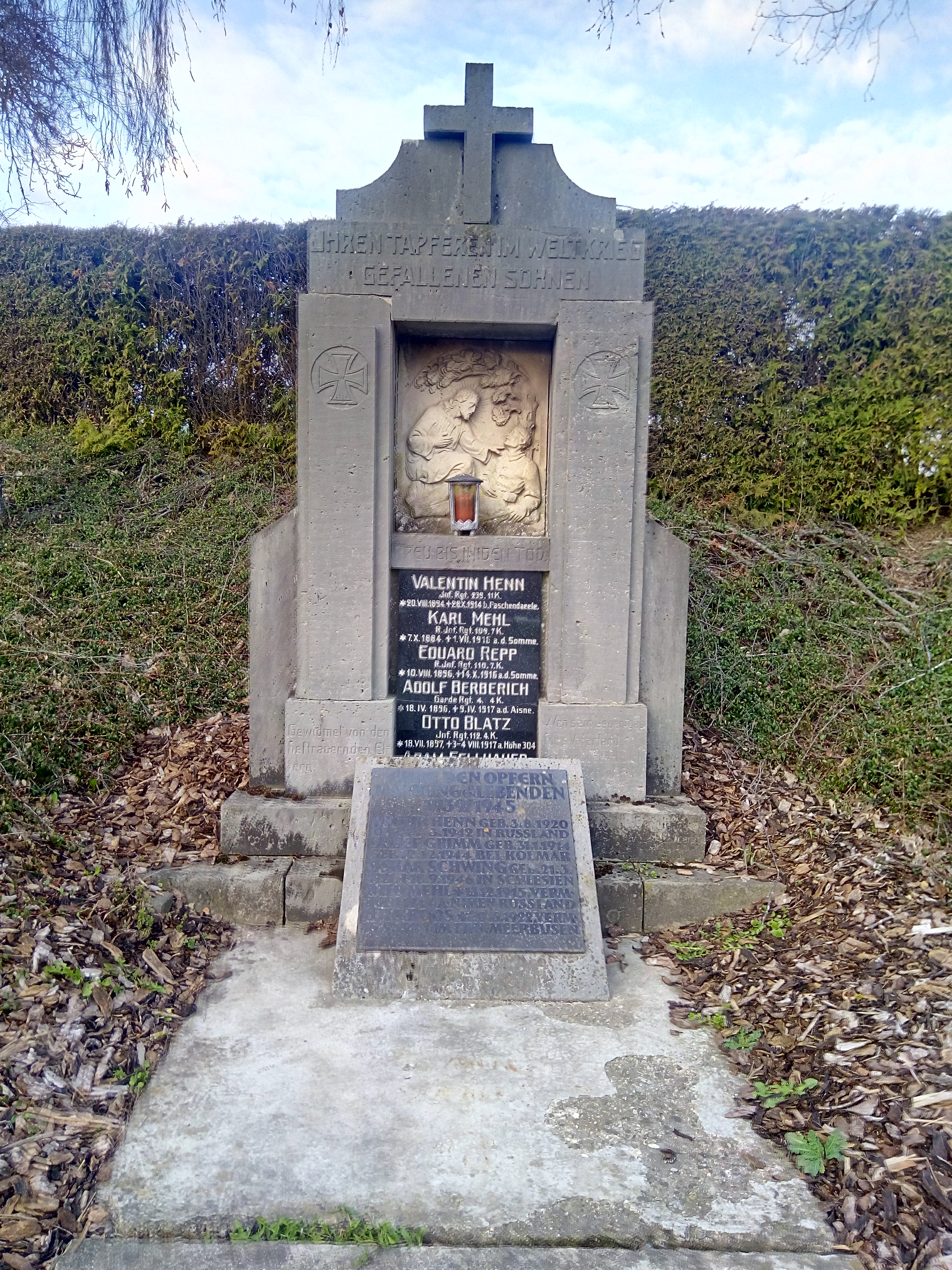
Kriegerdenkmal

Da Oberneudorf 1251 als solches (Nova villa superior) namentlich genannt wurde, kann geschlossen werden, dass auch Unterneudorf zu diesem Zeitpunkt bereits existierte. Urkundlich wurde der Ort als Unterneudorf erstmals 1395 erwähnt. Der Ort war zuvor im Besitz der Herren von Dürn, dann der Schenken von Erbach. Im Jahr 1281 veräußerten diese ihre Rechte an das Kloster Amorbach, welches somit alleiniger Dorfherr war. Bevor Unterneudorf 1803 im Zuge der Säkularisation an das Fürstentum Leiningen kam, war Kurmainz Landesherr. 1806 kam der Ort an zum Großherzogtum Baden.
Von 1935 bis 1945 war Unterneudorf nach Hollerbach eingemeindet. Zum 1. Dezember 1972 erfolgte die Eingemeindung nach Buchen.
Als Filialort der Pfarrei Buchen erhielt Unterneudorf im Jahre 1699 eine eigene Kapelle.

## Wappen
Das Wappen stellt ein geviertes Schild da. In diesem Schild befinden sich eine goldene Krone, zwei rotbezungter silberne Adler und eine blaue Lilie. Die Krone und Lilie stehen für das Kloster Amorbach, der Adler für den Fürsten von Leiningen.

## Kulturdenkmale

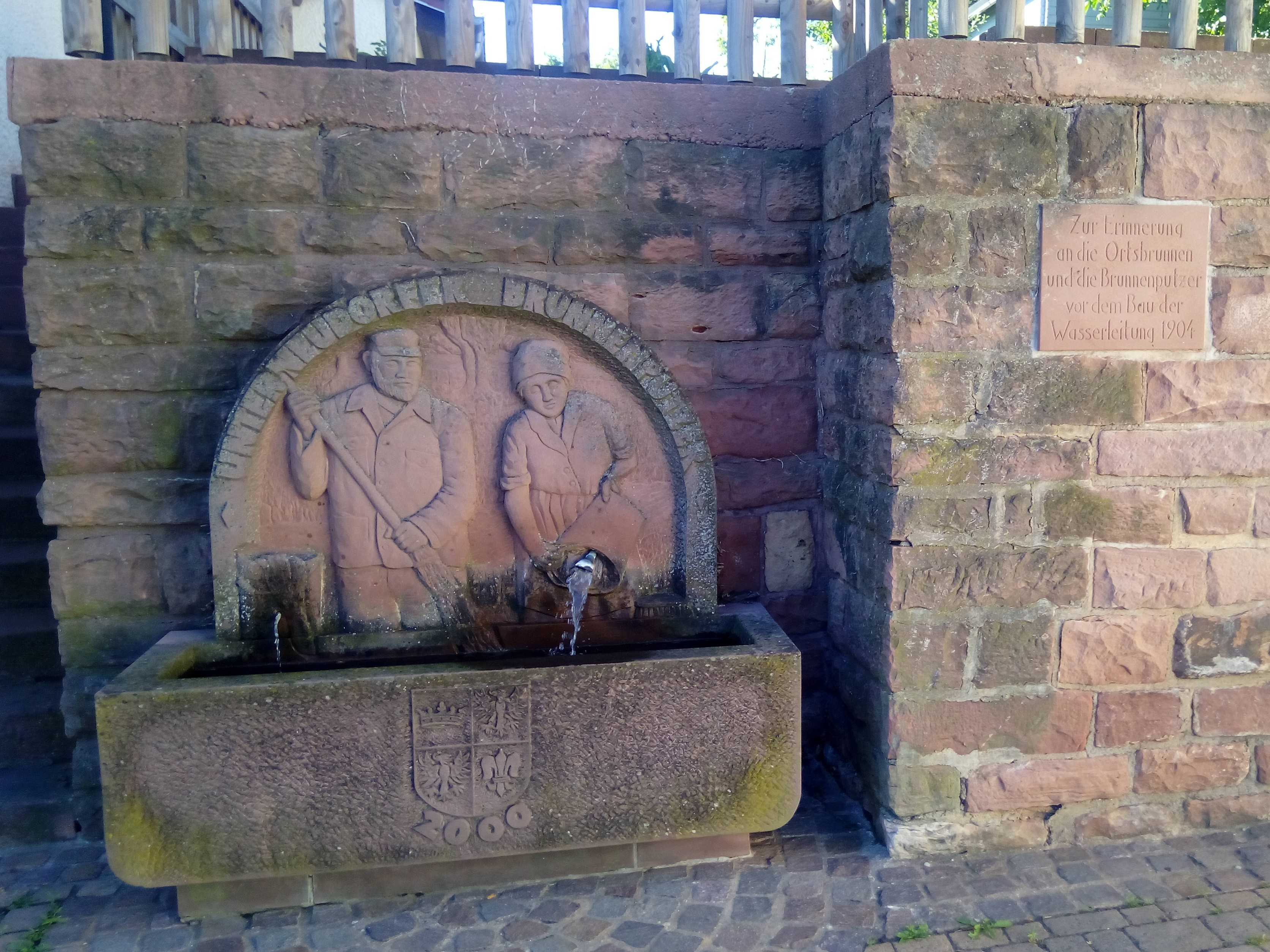
Brunnenputzerdenkmal